# Natàlia Smirnítskaia
Natàlia Smirnítskaia   (Vladikavkaz, 8 de setembre de 1927 - Sant Petersburg, 7 de gener de 2004), nascuda Diàtlova (Дя́тлова) va ser una atleta russa, especialista en el llançament de javelina, que va competir sota bandera soviètica durant les dècades de 1940 i 1950.
En el seu palmarès destaca una medalla d'or en la prova del llançament de javelina al Campionat d'Europa d'atletisme de 1950, una medalla d'or i una de bronze al Festival Mundial de la Joventut i els Estudiants (1949 i 1951) i el títol nacional de javelina de 1949 i 1950. Durant la seva carrera esportiva millorà en dues ocasions el rècord del món de javelina, sent el 1949 la primera dona que va llançar més de cinquanta metres.
En retirar-se passà a exercir d'entrenadora d'atletisme a Sant Petersburg entre 1955 i 1965 i posteriorment exercí de professora de secundària.

## Millors marques
- Llançament de javelina. 53,41 metres (1949)[5]